# Sakanoue no Korenori
Sakanoue no Korenori (坂上 是則) (dates inconnues) est un poète de waka du début de l'époque de Heian. Il est choisi pour faire partie des trente-six grands poètes et l'un de ses poèmes est inclus dans l'anthologie bien connue Hyakunin Isshu.
Les poèmes de Korenori sont inclus dans les anthologies impériales de poésie dont le Kokin Wakashū. Il existe aussi une collection personnelle de poèmes appelée Korenorishū. Il est également connu pour avoir pratiqué le kemari, ancien sport japonais.

## Source
- Peter McMillan (2008) One hundred poets, one poem each: a translation of the Ogura Hyakunin Isshu. New York: Columbia University Press.  (ISBN 978-0-231-14398-1)